# تروند إلياسن
تروند إلياسن (بالنرويجية البوكمول: Trond Eliassen)‏ هو مهندس معماري نرويجي، ولد في 10 أكتوبر 1922 في كريستيانية ‏ في النرويج.